# Lunga felice vita
Lunga felice vita (in russo Долгая счастливая жизнь, Dolgaya šastlivaya žizn) è un film del 1966 diretto da Gennadij Špalikov.
Le scene dello spettacolo teatrale Il giardino dei ciliegi di Anton Čechov sono state interpretate dagli attori del Teatro Accademico dell'Arte "M. Gor'kij" di Mosca.